# Dermot Morgan

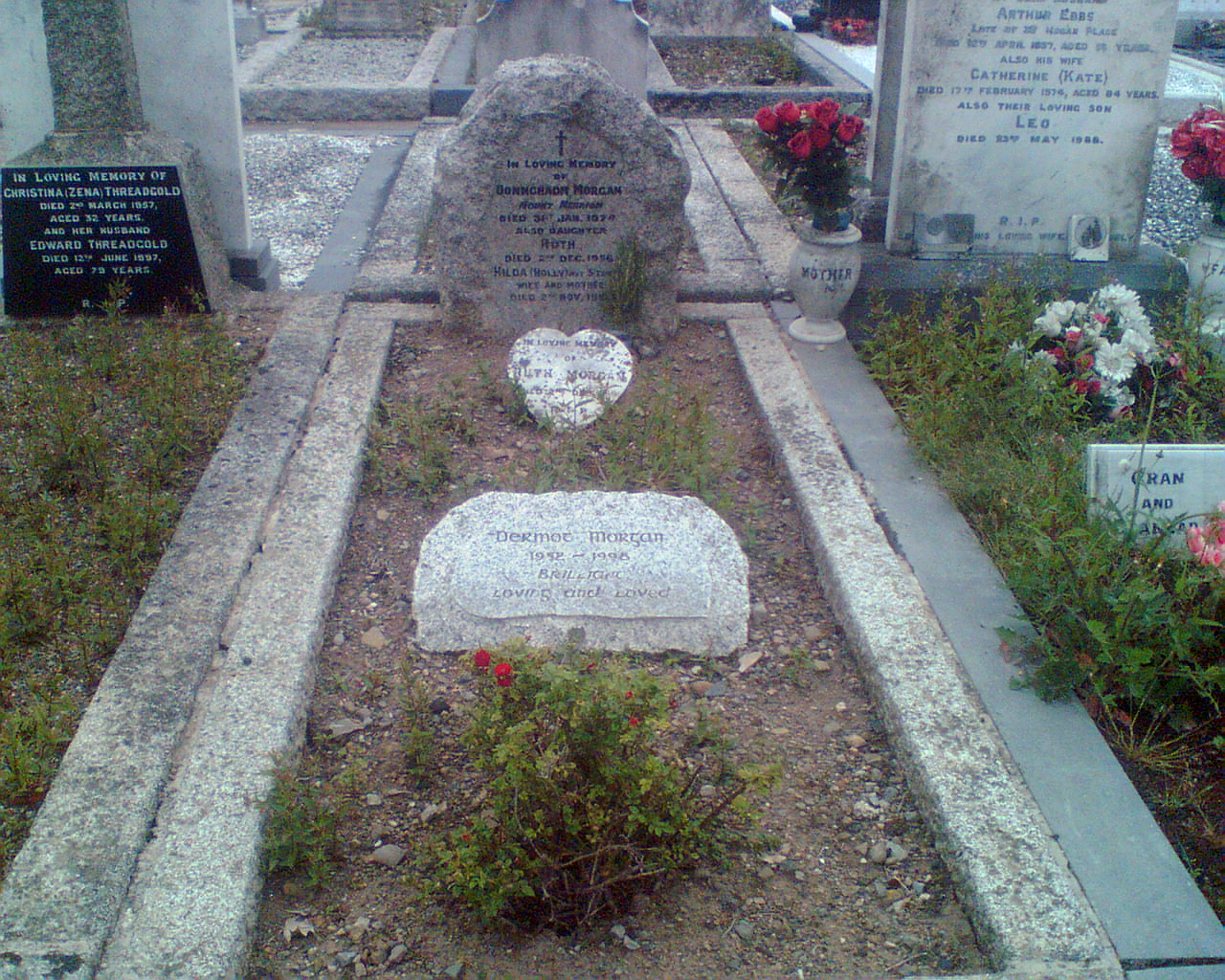
Nagrobek Morgana

Dermot Morgan (ur. 31 marca 1952 w Dublinie – zm. 28 lutego 1998 w Londynie) – irlandzki aktor komediowy, najszerzej znany z roli tytułowej w serialu Ojciec Ted, do którego zdjęcia zakończył zaledwie na dobę przed swoją nagłą śmiercią.
Ukończył studia na University College Dublin, a następnie podjął pracę jako nauczyciel języka angielskiego w katolickiej szkole dla chłopców. W 1979 trafił do telewizji RTÉ, gdzie przez pięć lat był jednym z głównych wykonawców w programie komediowym The Live Mike. Później był główną postacią segmentu komediowego w talk show Kenny Live. W latach 1989–1991 był pomysłodawcą, współscenarzystą i jedną z gwiazd magazynu Scrap Saturday, najpopularniejszej wówczas radiowej audycji satyrycznej w Irlandii.
W 1995 został obsadzony w roli tytułowej w serialu Ojciec Ted, produkowanym przez brytyjską telewizję Channel 4, jednak tworzonym przez Irlandczyków i rozgrywającym się wśród księży na irlandzkiej prowincji. Przyniosła mu ona dużą popularność na całych Wyspach Brytyjskich, a później także w innych państwach. W 1998 otrzymał za tę rolę Nagrodę Telewizyjną BAFTA za najlepszy występ komediowy.
Następnego dnia po zakończeniu zdjęć do trzeciej i ostatniej serii Ojca Teda, Morgan wydał dla znajomych przyjęcie w swoim domu w Londynie. W trakcie tej imprezy doznał nagle ataku serca, którego nie przeżył. Miał niespełna 46 lat.
Nabożeństwo żałobne, z udziałem ówczesnej pani prezydent Irlandii Mary McAleese, zostało odprawione w Dublinie, po czym zwłoki poddano kremacji na Glasnevin Cemetery, zaś urnę z prochami pochowano w grobowcu rodzinnym na cmentarzu Deans Grange Cemetery w Dublinie.

## Nagrody
- Nagroda BAFTA 1998, Najlepszy występ komediowy:: Ojciec Ted